# Kathleen R. McNamara
Kathleen (Kate) R. McNamara est une politologue américaine, professeure à l'université de Georgetown. Ses recherches portent sur l’économie politique internationale de l’Union européenne et sur le rôle des idées, de l’identité et de la culture.

## Formation et carrière
McNamara a obtenu son BA en géographie à l'université McGill en 1984, sa maîtrise en administration des affaires et son doctorat en sciences politiques à l'Université Columbia en 1989 et 1995,. Elle a précédemment enseigné à l'université de Princeton et à Sciences Po Paris.
Alors qu'elle est professeure assistante en 1999 à l’université de Princeton, McNamara est réprimandée par son département pour avoir co-écrit un article dans la revue Foreign Affairs dans lequel elle plaidait pour un plus grand contrôle démocratique de la Banque centrale européenne.
Elle est professeure à l'université de Georgetown.

## Thèmes de recherches
Son livre de 1998, The Currency of Ideas, est considéré comme une explication constructiviste notable des origines de l'euro, et son livre de 2015, The Politics of Everyday Europe, a été qualifié de « novateur », « rafraîchissant » et « crucial » pour son analyse des causes et de la manière dont l'Union européenne est devenue une entité politique légitime, bien que fragile et souvent contestée,.

## Distinctions
En 2018, McNamara est honorée du "International Political Economy Distinguished Scholar Award" par l'association américaine des études internationales (International Studies Association (en)).
En 2020, McNamara reçoit le prix "Mentor" de la Society for Women in International Political Economy (SWIPE), qui récompense les femmes et les hommes qui se sont « investis dans la réussite professionnelle » des femmes dans le domaine de l'économie politique internationale,.

## Publications
- The Currency of Ideas: Monetary Politics in the European Union, Cornell University Press, 1998[11],[12],[13],[14],[15].
- The Politics of Everyday Europe: Constructing Authority in the European Union, Oxford University Press, 2015[6],[16].